# (17283) Ustinov
(17283) Ustinov (2000 MB1) – planetoida z pasa głównego asteroid okrążająca Słońce w ciągu 5,71 lat w średniej odległości 3,19 j.a. Odkryta 24 czerwca 2000 roku.